# سرطان كانج
سرطان كانج (بالإنجليزية: Kang cancer)‏ هو حالة جلدية قد تحدث وتتطور بسبب التعرض للحرارة الناجمة عن الوقود الهيدروكربوني، وقد يتعرض الشخص لذلك من النَوم على الطابوق المُسخن الفحم الناري.